# Chthonius troglophilus
Chthonius troglophilus är en spindeldjursart som beskrevs av Beier 1930. Chthonius troglophilus ingår i släktet Chthonius och familjen käkklokrypare. Inga underarter finns listade i Catalogue of Life.